# Estació de Gràcia
Gràcia és una estació de ferrocarril de les línies L6 i L7 del metro de Barcelona, i de les línies suburbanes S1 i S2 de la línia Barcelona-Vallès de la xarxa de Ferrocarrils de la Generalitat de Catalunya. L'estació es troba sota la Via Augusta i la plaça de Gal·la Placídia, entre els districtes de Gràcia i Sarrià - Sant Gervasi de Barcelona.
Les instal·lacions originals daten de 1863, any en què va entrar en funcionament l'antic ferrocarril de Sarrià a Barcelona. El 1927 van començar les obres per soterrar l'estació, uns treballs que van durar fins a l'any 1929. Aleshores ja hi paraven tant els trens del Ferrocarril de Sarrià a Barcelona com els de Ferrocarrils de Catalunya; tot i que no es concep com una estació de ferrocarril metropolità fins al 1954, quan es va obrir el tram des d'aquesta estació fins a l'estació d'Avinguda Tibidabo i, uns anys després, el tram des de Sarrià fins a Reina Elisenda.
L'estació té quatre vies, amb dues andanes situades entre les dues vies laterals i les dues centrals. Per les vies generals, hi circulen els trens del Metro del Vallès i, per les vies laterals, els de la línia de Balmes. D'aquesta manera, s'evita un creuament a nivell entre els trens que baixen d'Av. Tibidabo i els que pugen direcció Vallès (semblant al creuament que es produïa a l'entrada de l'estació de Sarrià, abans de la seva última reforma), però obliga a què entre Plaça Molina i Gràcia una de les vies de la línia L7 hagi de passar per sobre el túnel de les vies centrals. Per permetre aquest pas, l'estació de Sant Gervasi se situa a més profunditat que la de Plaça Molina.
Recentment, l'estació va trobar-se immersa en diverses obres de remodelació, amb l'objectiu de millorar l'accés a les persones amb la mobilitat reduïda (mitjançant la instal·lació d'ascensors i escales mecàniques), ampliar les andanes i modernitzar l'aspecte interior. Aquestes obres varen finalitzar a l'octubre de 2013, deixant 4 vies de circulació: dues són únicament per la L7 i les altres dues per a la resta de línies del Metro del Vallès.
Està en construcció el perllongament de la línia L8 d'FGC procedent de Plaça Espanya fins aquesta estació. La finalització d'aquesta actuació esta prevista pel 2030.
L'any 2016 va registrar l'entrada de 3.354.053 passatgers.

## Serveis ferroviaris
| Línia Barcelona-Vallès de FGC  |                |                        |              |                         |
| Procedència/Destinació         | <              | Línia                  | >            | Procedència/Destinació  |
| Barcelona - Pl. Catalunya      | Provença       |                        | Sant Gervasi | Sarrià                  |
| Barcelona - Pl. Catalunya      | Provença       |                        | Pl. Molina   | Av. Tibidabo            |
| Barcelona - Pl. Catalunya      | Provença       |                        | Sant Gervasi | Terrassa Nacions Unides |
| Barcelona - Pl. Catalunya      | Provença       | Sabadell Parc del Nord | Sant Gervasi |                         |
| Línia Llobregat-Anoia de FGC   |                |                        |              |                         |
| Projectat                      |                |                        |              |                         |
| Molí Nou \| Ciutat Cooperativa | Francesc Macià |                        | terminal     | terminal                |
| Olesa de Montserrat            | Francesc Macià |                        | terminal     | terminal                |
| Martorell Enllaç               | Francesc Macià |                        | terminal     | terminal                |
| Monistrol de Montserrat        | Francesc Macià |                        | terminal     | terminal                |

## Galeria d'imatges

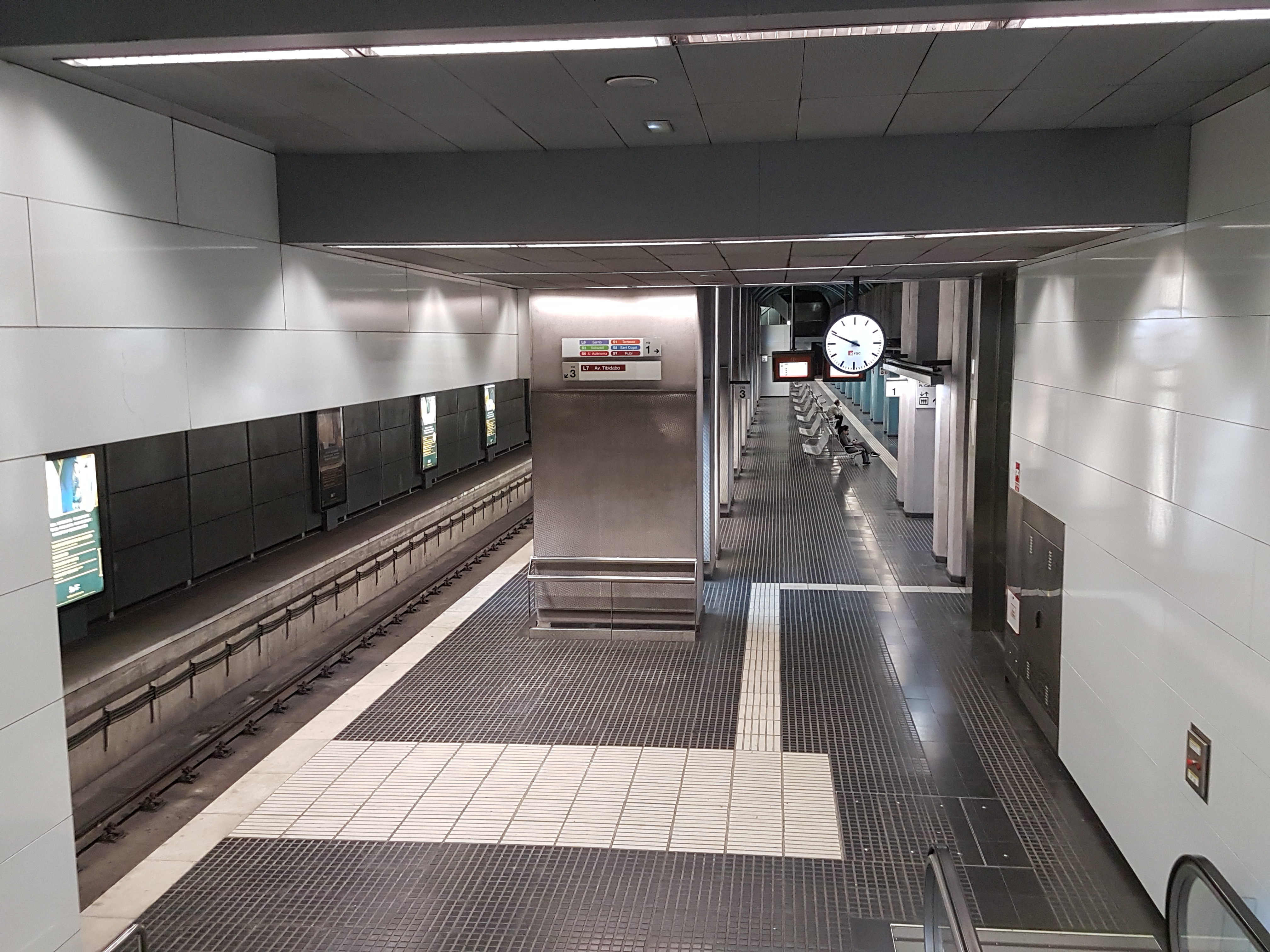
Accés a l'andana central de les vies 1 i 3
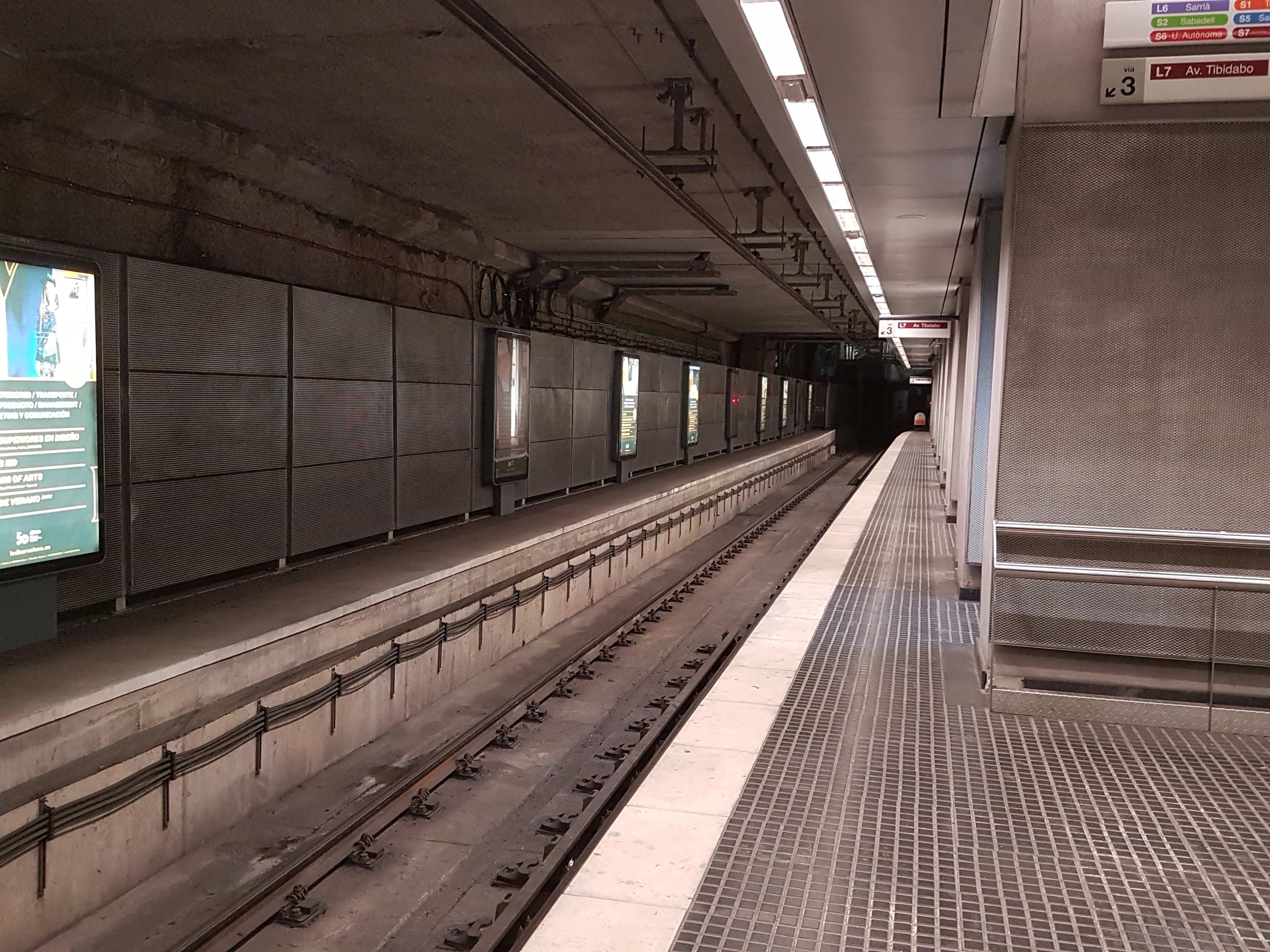
Via lateral (número 3) per serveis de metro L7 direcció Av. Tibidabo
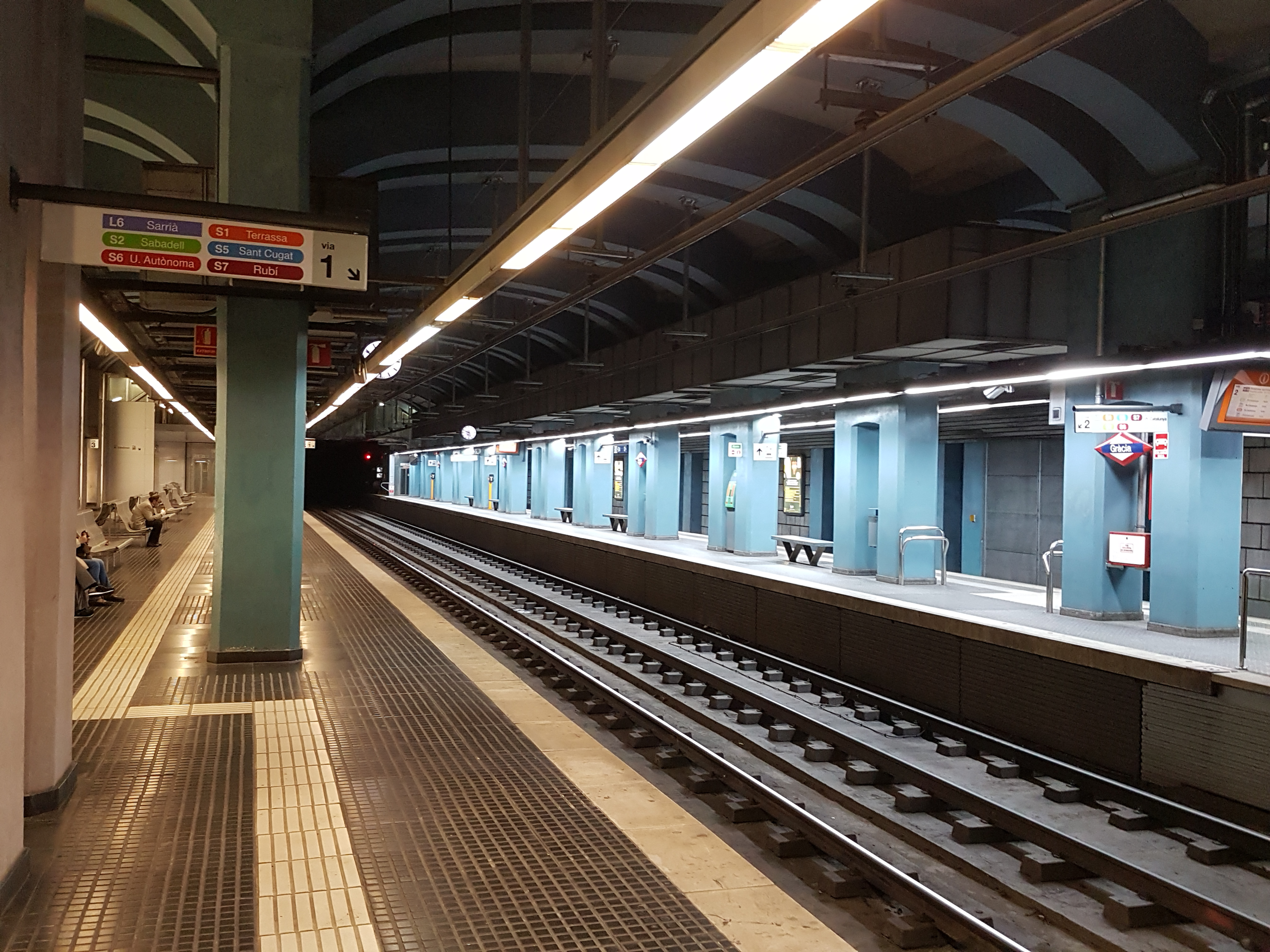
Vies centrals 1 i 2 per serveis de metro L6 i suburbans S1 i S2
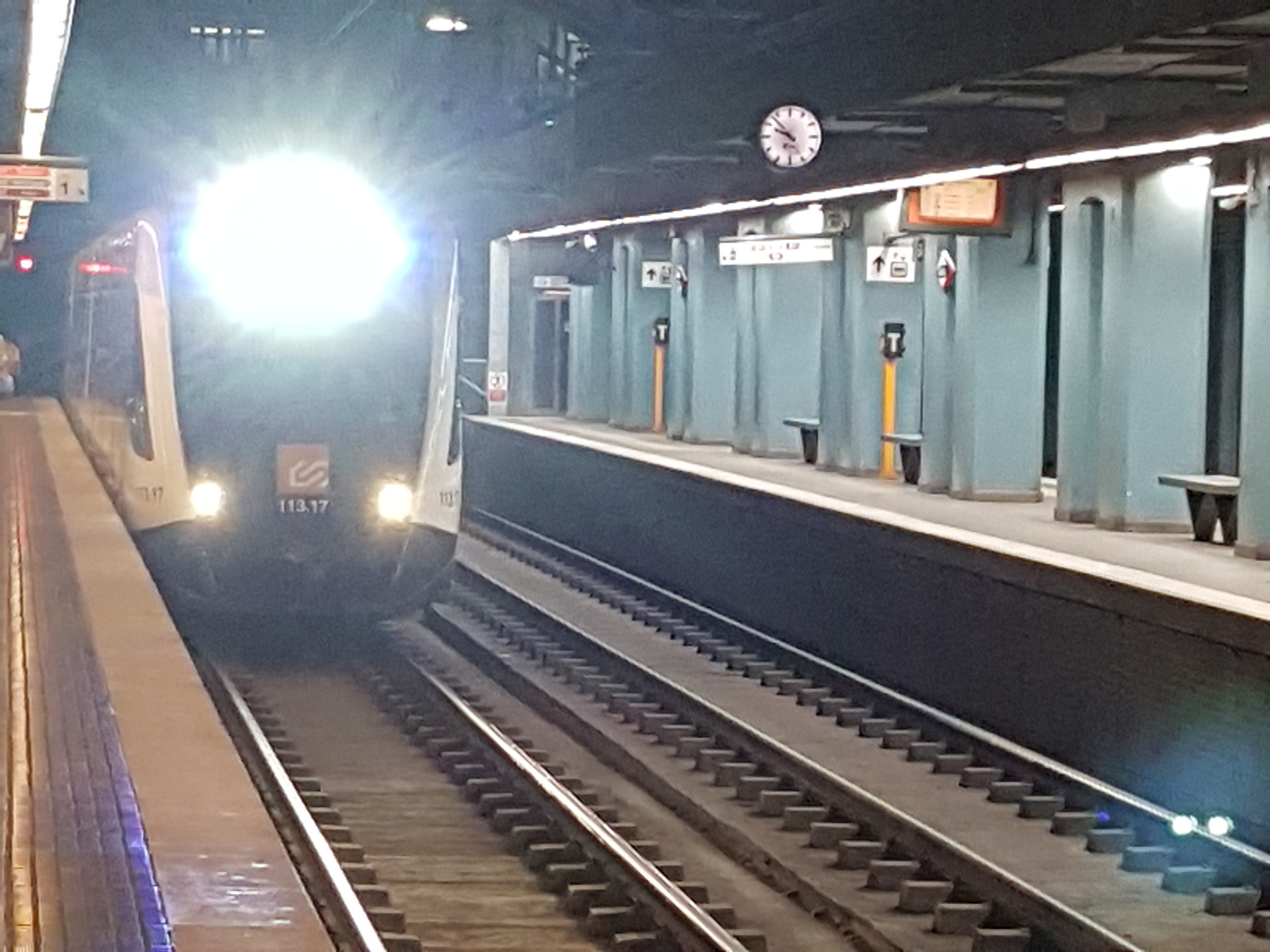
Unitat 113.17 en servei S2 direcció Sabadell entrant a l'estació per la via 1

## Accessos
- Via Augusta - plaça Gal·la Placídia (accés amb ascensor)
- Via Augusta - carrer Marià Cubí